# جورج إن. برانارد
جورج إن. برانارد (بالإنجليزية: George N. Barnard)‏ (و. 1819 – 1902 م) هو مصور أمريكي، ولد في كوفنتري، توفي عن عمر يناهز 83 عاماً.

## روابط خارجية
- جورج إن. برانارد على موقع الموسوعة البريطانية (الإنجليزية)